# Escharina alderi
Escharina alderi is een mosdiertjessoort uit de familie van de Escharinidae. De wetenschappelijke naam van de soort is voor het eerst geldig gepubliceerd in 1856 door Busk.